# Ескоріаца
Ескоріаца, Ескоріаса (баск. Eskoriatza (офіційна назва), ісп. Escoriaza) — муніципалітет в Іспанії, у складі автономної спільноти Країна Басків, у провінції Гіпускоа. Населення — 4063 особи (2009).
Муніципалітет розташований на відстані близько 310 км на північ від Мадрида, 55 км на південний захід від Сан-Себастьяна.
На території муніципалітету розташовані такі населені пункти: (дані про населення за 2009 рік)
- Апоцага: 66 осіб
- Болібар: 106 осіб
- Ескоріаца: 3637 осіб
- Гельяо: 25 осіб
- Марін: 54 особи
- Масмела: 72 особи
- Мендіола: 44 особи
- Сарімуц: 59 осіб

## Демографія
Динаміка населення (INE ):

## Галерея зображень

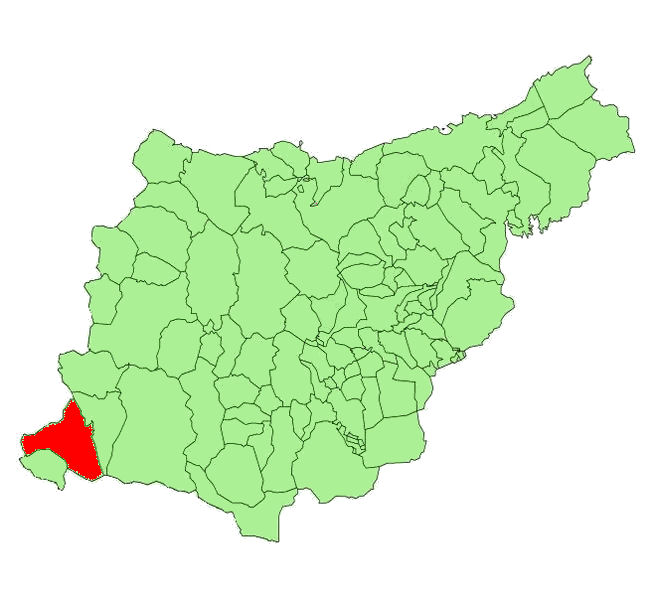
Розташування муніципалітету
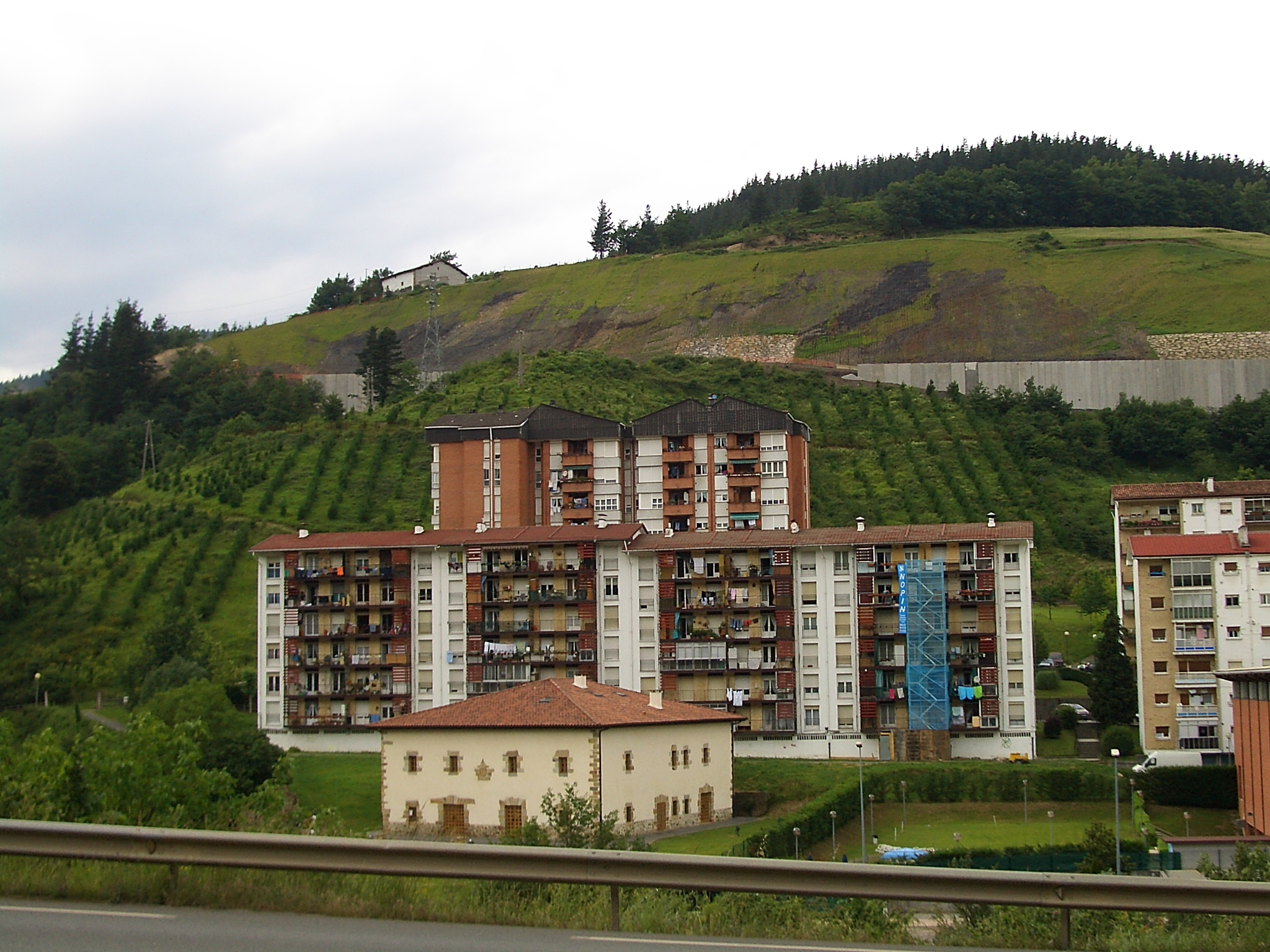
Ескоріаца